# Ketumala thea
Ketumala thea är en insektsart som beskrevs av Ghauri 1971. Ketumala thea ingår i släktet Ketumala och familjen Flatidae. Inga underarter finns listade i Catalogue of Life.